# Kaczogród. Carl Barks
Kaczogród. Carl Barks – cykl publikacji z komiksami opowiadającymi o przygodach Kaczora Donalda i innych disneyowskich postaci, zawierający komiksy napisane i narysowane przez Carla Barksa – jednego z najwybitniejszych twórców opowieści z Kaczorem Donaldem i innymi bohaterami z uniwersum Disneya. To właśnie Carl Barks stworzył takie postacie jak Sknerus McKwacz, Diodak, John Kwakerfeller, Magika De Czar czy Goguś, a także wymyślił miasto Kaczogród.
Wydawca zamierza wydać 30 tomów z komiksami, których celem jest przedstawienie całej twórczości Carla Barksa. Polskie wydanie jest kopią norweskiej kolekcji, która ukazywała się pod tytułem Carl Barks' Andeby. Dotychczas ukazało się 27 tomów kolekcji.

## Zawartość tomów
Każdy z 28 tomów kolekcji zawiera komiksy napisane i narysowane przez Carla Barksa, od początku jego kariery, do 1967 roku. Ostatnie dwa tomy serii będą zawierać komiksy napisane przez Barksa, ale do których ilustracje narysowali inni autorzy, głównie Jippes. W tych wydaniach znajdą się komiksy z końca lat 60., 70., 80. i początku 90. XX wieku.
Mimo iż w Polsce tomy nie są wydawane w chronologicznej kolejności, w jakiej ukazywały się oryginalnie, po wydaniu wszystkich książek będzie można je ułożyć w odpowiedniej kolejności ze względu na wydrukowane daty na grzbiecie książki.

## Lista tomów
| Numer   | Numer          | Tytuł                                                       | Data wydania w Polsce | Ilość stron | Kod Inducks |
| kolejny | chronologiczny | Tytuł                                                       | Data wydania w Polsce | Ilość stron | Kod Inducks |
| ------- | -------------- | ----------------------------------------------------------- | --------------------- | ----------- | ----------- |
| 1       | 11             | Powrót do Klondike i inne historie z lat 1952−1953          | 28 listopada 2018     | 256         | KCB++1      |
| 2       | 12             | Moja snów dolina i inne historie z lat 1953−1954            | 28 listopada 2018     | 240         | KCB++2      |
| 3       | 13             | Siedem miast Ciboli i inne historie z lat 1954−1955         | 23 stycznia 2019      | 240         | KCB++3      |
| 4       | 14             | Kamień filozoficzny i inne historie z lat 1955–1956         | 23 maja 2019          | 248         | KCB++4      |
| 5       | 15             | O kawałek sznurka i inne historie z roku 1956               | 23 października 2019  | 240         | KCB++5      |
| 6       | 16             | W Krainie Wielkich Jezior i inne historie z lat 1956–1957   | 4 grudnia 2019        | 240         | KCB++6      |
| 7       | 17             | Miasto złotych dachów i inne historie z lat 1957−1958       | 26 lutego 2020        | 256         | KCB++7      |
| 8       | 18             | Latający Holender i inne historie z lat 1958-1959 (I)       | 15 lipca 2020         | 256         | KCB++8      |
| 9       | 5              | Tajemnica starego zamczyska i inne historie z lat 1947–1948 | 16 września 2020      | 224         | KCB++9      |
| 10      | 6              | Zagubieni w Andach i inne historie z lat 1948–1949          | 2 grudnia 2020        | 232         | KCB+10      |
| 11      | 7              | Na dalekiej północy i inne historie z lat 1949-1950         | 24 lutego 2021        | 224         | KCB+11      |
| 12      | 8              | Na tropach jednorożca i inne historie z roku 1950           | 5 maja 2021           | 248         | KCB+12      |
| 13      | 9              | Deszcz pieniędzy i inne historie z lat 1951-1952            | 25 sierpnia 2021      | 248         | KCB+13      |
| 14      | 10             | Stawiłem sobie pomnik i inne historie z roku 1952           | 24 listopada 2021     | 248         | KCB+14      |
| 15      | 19             | Skarb Pizzara i inne historie z lat 1958-1959 (II)          | 9 lutego 2022         | 232         | KCB+15      |
| 16      | 1              | Pierścień mumii i inne historie z lat 1942–1944             | 27 kwietnia 2022      | 248         | KCB+16      |
| 17      | 20             | Ogromna maszyna i inne historie z lat 1959−1960             | 27 lipca 2022         | 248         | KCB+17      |
| 18      | 2              | Stworki z bagien i inne historie z lat 1944–1945            | 26 października 2022  | 248         | KCB+18      |
| 19      | 3              | Papuga z Singapuru i inne historie z lat 1945–1946          | 25 stycznia 2023      | 240         | KCB+19      |
| 20      | 4              | W krainie kangurów i inne historie z lat 1946-1947          | 26 kwietnia 2023      | 232         | KCB+20      |
| 21      | 21             | Pies Wiskerwillów i inne historie z roku 1960               | 23 sierpnia 2023      | 248         | KCB+21      |
| 22      | 22             | To nie bajka i inne historie z lat 1960–1961                | 8 listopada 2023      | 248         | KCB+22      |
| 23      | 23             | Dotyk Midasa i inne historie z lat 1961–1962                | 31 stycznia 2024      | 248         | KCB+23      |
| 24      | 24             | Walka o status i inne historie z lat 1962–1963              | 24 kwietnia 2024      | 240         | KCB+24      |
| 25      | 25             | Korona Majów i inne historie z roku 1963                    | 17 lipca 2024         | 232         | KCB+25      |
| 26      | 26             | Ogień olimpijski i inne historie z roku 1964                | 23 października 2024  | 248         | KCB+26      |
| 27      | 27             | Atak robotów i inne historie z lat 1964-1966                | 22 stycznia 2025      | 242         | KCB+27      |
| 28      | 28             | Salon piękności i inne historie z lat 1966–1967             | 23 kwietnia 2025      | 248         | KCB+28      |
| 29      | 29             | Król Skneriusz Pierwszy i inne historie z lat 1967–1972     | 30 lipca 2025         | 248         | KCB+29      |
| 30      | 30             | Zejście smoka i inne historie z lat 1972-1994               | 29 października 2025  | 248         |             |